# Franz Christoph von Khevenhüller

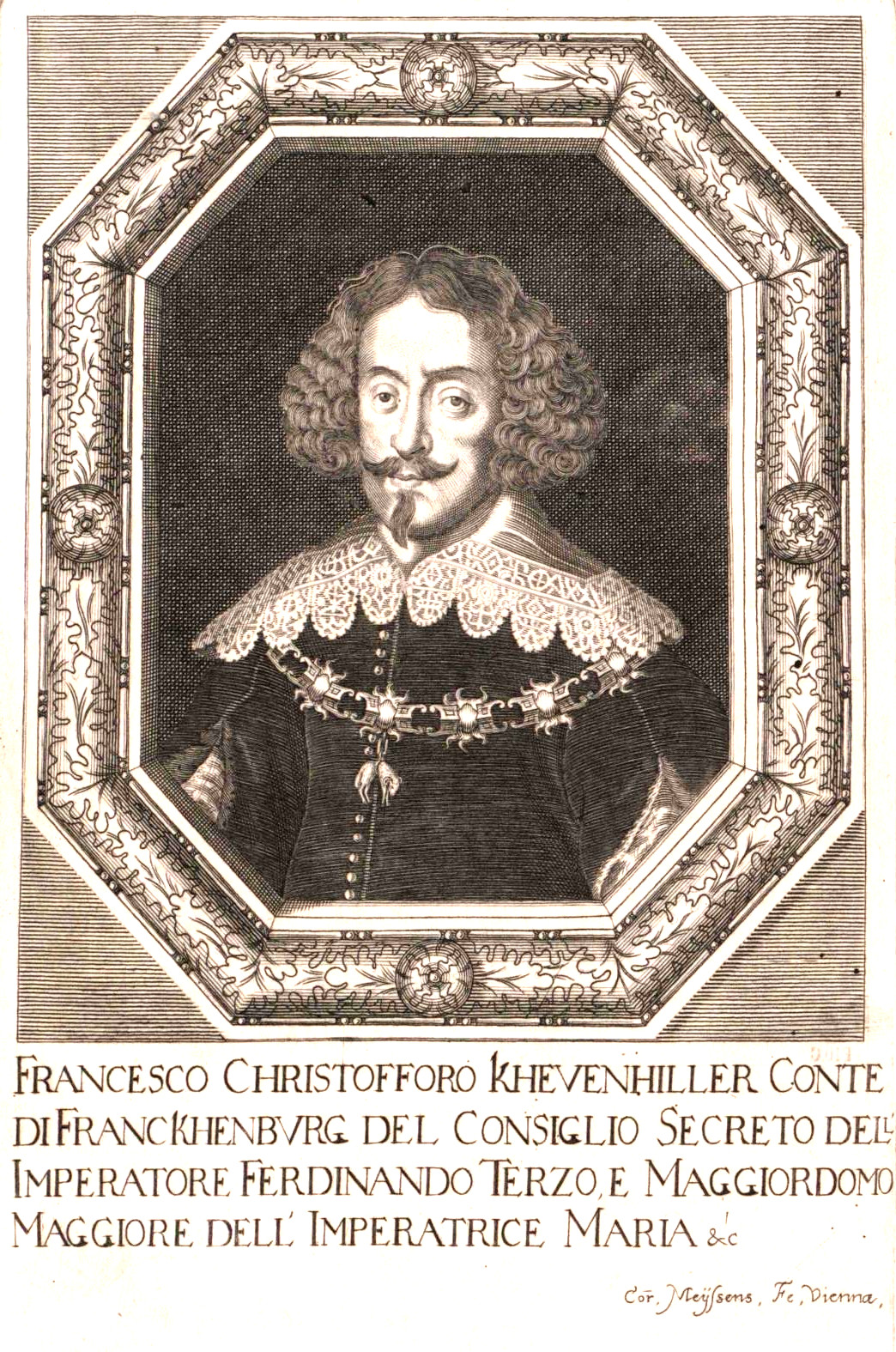
Franz Christoph von Khevenhüller

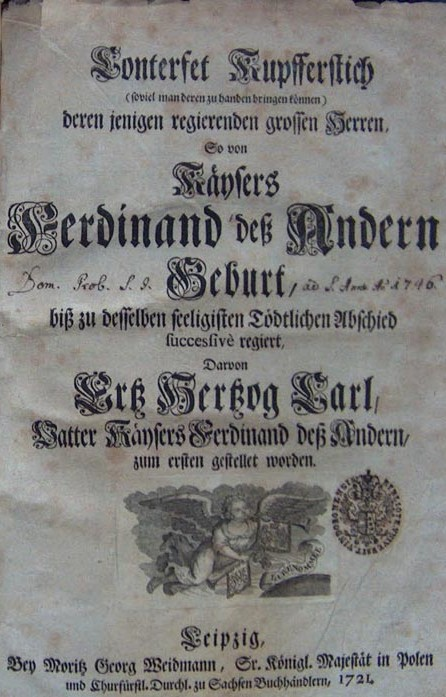
Titelblatt des Konterfeibandes 1 der Annales Ferdinandei, 1721

Franz Christoph von Khevenhüller (* 21. Februar 1588 auf Burg Landskron bei Villach; † 13. Juni 1650 in Baden bei Wien, Niederösterreich) war österreichischer Oberster Silberkämmerer, Kammerherr und Geheimer Rat unter den Kaisern Matthias und Ferdinand II. und ein wichtiger Historiograf des 17. Jahrhunderts.

## Leben
Khevenhüller war der Sohn von Bartolomäus Khevenhüller, Graf zu Frankenburg (1539–1613), und der Bianka Ludmilla von Thurn und Valsassina († 1595). Seine Schwester Anna Maria war mit dem Protestantenführer Helmhard Jörger von Tollet verheiratet. Sein Halbbruder Johann (1597–1632) war schwedischer Oberstleutnant. Als Protestant erzogen, konvertierte er im Jahre 1609 zum Katholizismus.
Er verbrachte seine Jugend in Villach und kam dann an den Hof des Erzherzogs Ferdinand nach Graz. 1604 ging er mit seinem Hofmeister Christoph Wiedergut nach Italien. Dort studierte er in Padua und am großherzoglichen Hof in Florenz. 1607 kehrte er nach Padua zurück und machte bis 1609 seine Kavalierstour, die in nach Frankreich, in die Niederlande und nach England führte.
Von 1617 bis 1631 war er vierzehn Jahre lang Gesandter in Spanien und konnte im Friauler Krieg (1615–1617) erfolgreich vermitteln. Er wurde 1623 von König Philipp IV. mit dem Orden vom Goldenen Vlies ausgezeichnet. In seiner Tätigkeit als Gesandter versuchte er die immer komplizierter werdende Beziehung zwischen den spanischen und österreichischen Habsburgern positiv zu beeinflussen. Auch vermittelte er die Infantin Maria als Braut an den Sohn des Erzherzogs Ferdinand, Ferdinand III., dadurch kam sie nicht an den englischen Thronerben Jakob und eine Annäherung zwischen Spanien und England wurde verhindert.
Er war bereits am 20. Dezember 1621 zum Geheimen Rat ernannt worden und nach seiner Rückkehr für verschiedene diplomatische Missionen im Deutschen Reich und Frankreich verwendet. Ferner wurde er am 1. Februar 1631 Obersthofmeister der Königin Maria.
1634 erhielt Khevenhüller die Genehmigung, Akten aus der kaiserlichen Kanzlei für eine historische Abhandlung zu verwenden. Dieses Werk mit dem Namen Annales Ferdinandei besteht in der ersten Auflage (1640–46) aus neun und in der zweiten Auflage (1721–26) aus zwölf Foliobänden. Für die heutige Geschichtsforschung stellen die Annales eine wichtige Quelle für das 17. Jahrhundert dar.

## Familie
Er heiratete am 6. Mai 1613 die Freiin Barbara Teuffel von Gunderstorff (* 1593; † 3. Oktober 1634), Tochter des Karl Teuffel von Gunderstorff und der Freiin Judith von Eytzing. Das Paar hatte vier Söhne und drei Töchter.
- Franz Christoph „der Jüngere“ (* 22. September 1634; † 11. September 1684), kaiserlicher Oberstjägermeister[1]

⚭ Polyxena von Fünfkirchen
⚭ 1680 Gräfin Faustina Barbara von Montecuccoli (* 25. Mai 1663; † 6. Mai 1701), Tochter von Raimondo Montecuccoli
- Matthias  (* 28. April 1614; † 22. Juli 1636)
- Johann (* 1615; † 1617)
- Judith (* 1617; † 1622)
- Franziska (* 1619; † 1624)
- Barbara (* 1621; † 1621)
- Maria Anna (* 3. März 1623; † 18. Juni 1653) ⚭ 1648 Graf Siegfried Leonhard von Breunner (*1589–91; † 1666), Sohn von Seyfried Christoph von Breuner
- Maria Barbara (* 1. Juni 1624; † 5. Dezember 1696) ⚭ 1641 Graf Albrecht von Zinzendorf (* 24. August 1618; †  6. Oktober 1683)
- Karl (* 3. September 1625; † 14. Dezember 1640)
- Anna (* 1626; † 1627)
- Maria Katharina (* 22. August 1628; † 3. Januar 1714) ⚭ Graf Peter Strozzi (* 1620; †  7. Juni 1664) Feldmarschall-Lieutenant
- Ferdinand (* 1629; † 1649)
- Maria Philippina (* 1632)

Nach dem Tod seiner ersten Frau heiratete er 1637 die Gräfin Susanne Eleonore von Kollonitsch, eine Tochter des Oberst und Kommandanten von Komorn Graf Ernst von Kollonitsch († 1639) und der Freiin Sabine von Sonderndorf.

## Werke
- Annales Ferdinandei Oder Wahrhaffte Beschreibung Kaysers Ferdinandi Des Andern, Mildesten Gedächtniß, Geburth, Aufferziehung und bißhero in Krieg und Friedens-Zeiten vollbrachten Thaten, geführten Kriegen, und vollzogenen hochwichtigen Geschäfften: samt kurzer Erzehlung deren in der gantzen Welt von höchstgedachter kaeyserl. Majestät Geburthen biß auf derselben seeligsten Hintritt, das ist von Anfang des 1578. biß auf das 1637. Jahr vorgelauffenen Handlungen und denckwürdigen Geschichten; in zwölf Theilen mit vielen Kupffern. 12 Bände, Regensburg/Wien 1641–1646, Leipzig 1721–1726 (Bändeverzeichnis mit Links auf MDZ).
- Conterfet Kupfferstich (soviel man deren zu handen bringen können). 2 Bände, Moritz Georg Weidmann, Leipzig 1721–1722 (1. Teil und Zweyter Theil auf MDZ).